# 丁福申
丁福申（?—?），江蘇省淮安府山陽縣人，世居郡城外湖嘴街时居宝应县城内县南街路西。清朝政治人物、進士出身。楷书团扇收藏在淮安市博物馆。
光緒十八年（1892年），参加光緒壬辰科殿試，登進士二甲122名。同年五月，以主事分部学习。